# Sadao Takagi
Sadao Takagi (高木 貞夫, Takagi Sadao), né en 1932 dans la préfecture de Toyama, est un entomologiste japonais spécialiste des Coccoidea, en particulier des insectes à bouclier de la famille des Diaspididae.
Takagi étudie à l'université de Hokkaidō où il obtient son baccalauréat, sa maîtrise et son doctorat en agriculture. Il se spécialise dans l'étude des cochenilles à bouclier. Après ses études, il reste à l'université de Hokkaido où il enseigne, d'abord comme professeur adjoint puis comme professeur titulaire.
Les idées morphologiques de Takagi ont été prouvées par une analyse moléculaire ultérieure. Entre autres choses, il a démontré la nature polyphylétique de la désormais obsolète Rugaspidiotina (en) utilisant la morphologie.
Takagi a pris sa retraite d'enseignant en 1996 mais continue à publier.